# Ворота

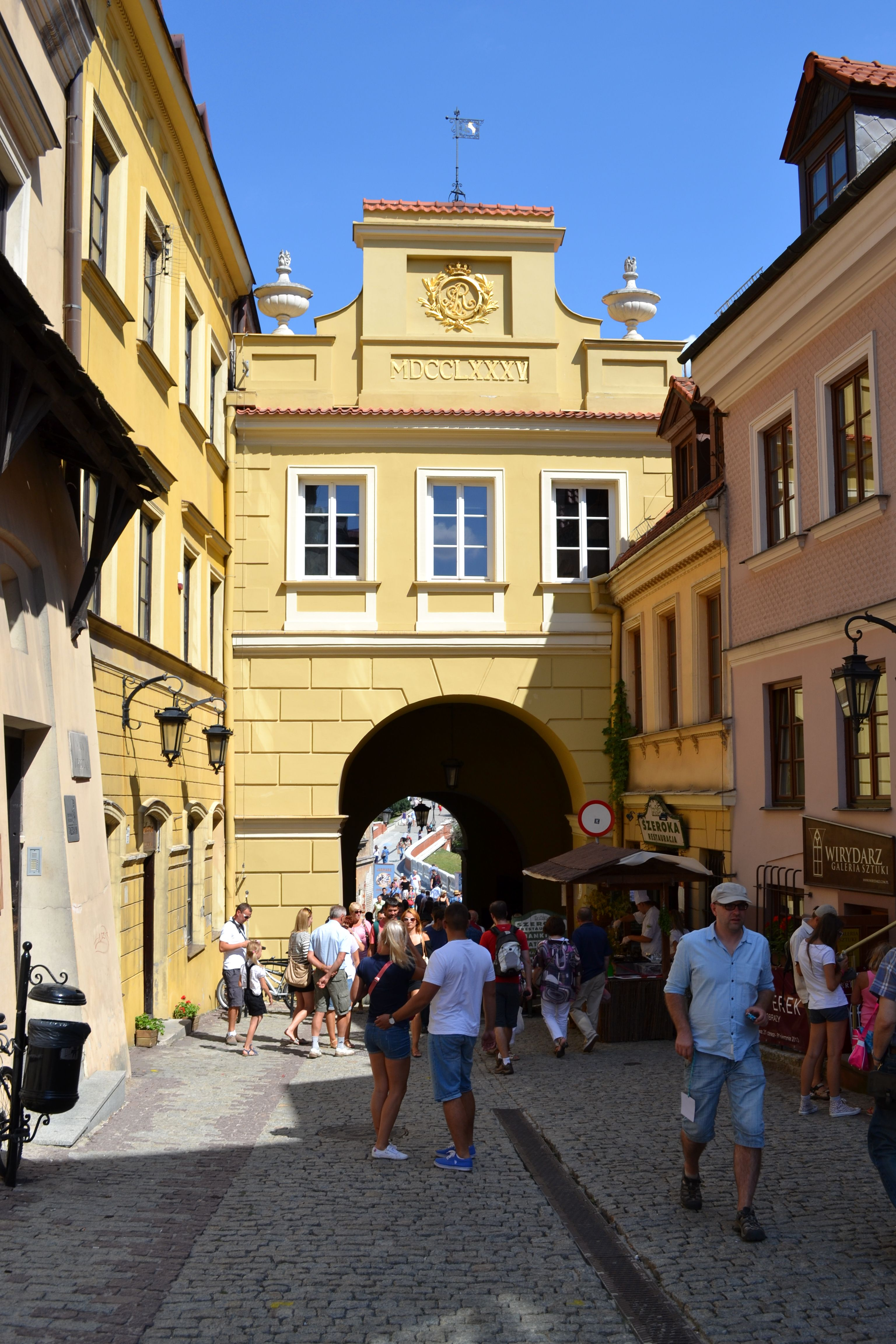
Брама Ґродська в Любліні

Воро́та — широкий проїзд або прохід в огорожі, мурі, що зачиняється стулками.
Брáма — великі ворота, здебільшого при монументальних спорудах. Брами широко застосовувалися в стародавніх містах, фортецях, монастирях тощо, де часто були складними будівлями з оборонною вежею або церквою вгорі. В урочистому мовленні замість українського «ворота» можуть вживати церковнослов'янізм «врата».
Ворота можуть складатися з одної, але частіше двох стулок (ворітниць, розм. ворітень), підвішених на шарнірах (що називаються петлями або завісами) до стовпів (відомих як вереї, ворітниці, глухі ворітниці або ушули) або до мурованих стін.

## Етимологія
Слова ворота і врата походять від прасл. *vorta — множини іменника *vorto, пов'язаного з дієсловом *verti («замикати») й іменником *vorъ («огорожа», «вориння»). Вважається спорідненим з лит. vartai, латис. varti, прусськ. warto, дав.-англ. weorð, worð («загорожа», «двір», «вулиця»).
Слово брама є давнім запозиченням з чеської мови (через польське посередництво): пол. brama < заст. чеськ. brana, що походить від прасл. *borniti — «захищати», «боронити» (пор. укр. боронити, д.-рус. боронь — «перегородка», «перешкода»).

## Історія

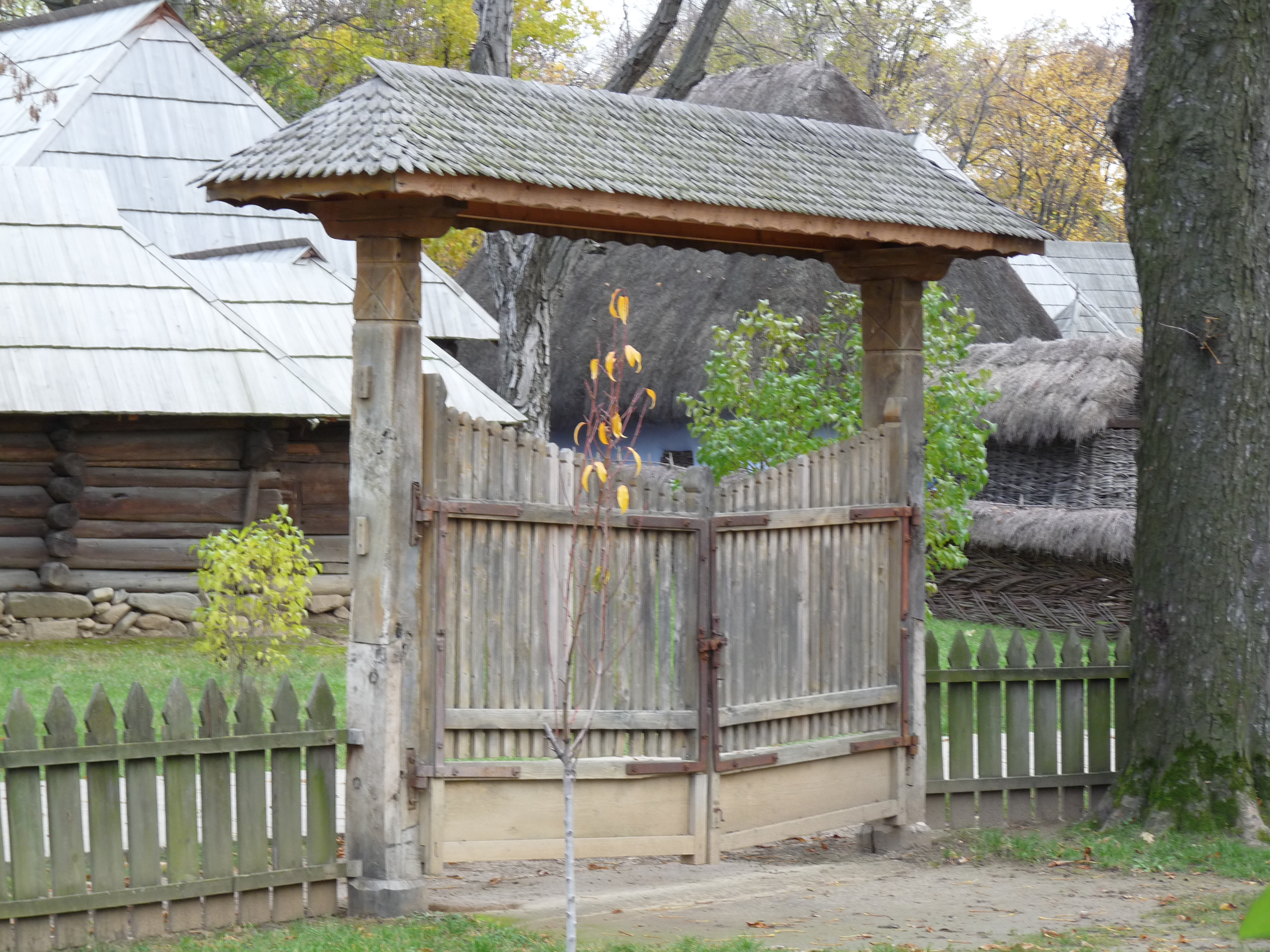
Ворота з села Кіожду в Музеї Села, Бухарест.

У Стародавній Греції влаштовувалися парадні ворота — пропілеї.
У давньоримькому таборі-каструмі було четверо воріт, які мали свої окремі назви: Преторійські, Декуманські, Праві і Ліві Головні.
Укріплені ворота є важливою складовою фортець, замків. Ворота в них зазвичай розміщали в спеціальних вежах, які в такому разі називалися надбрамними або надворітними. Часто перед воротами влаштовували барбакан — для кращої оборони. Прохід нерідко зачиняли ґратами-герсою.

### Міські ворота
Традиційно міські ворота будувалися, щоб надати точку контрольованого входу і виходу людей, транспорту, товарів і тварин з обнесеного стіною міста. Крім цього, такі ворота мали й інші функції. Залежно від ситуацій та історичного контексту, міські ворота могли мати оборонну, захисну, організаційну чи іншу функцію. Зазвичай ворота охоронялися вартовими, їх часто зачиняли на ніч. Для входу при закритих головних воротах служила розташована збоку від воріт хвіртка.

## В Україні

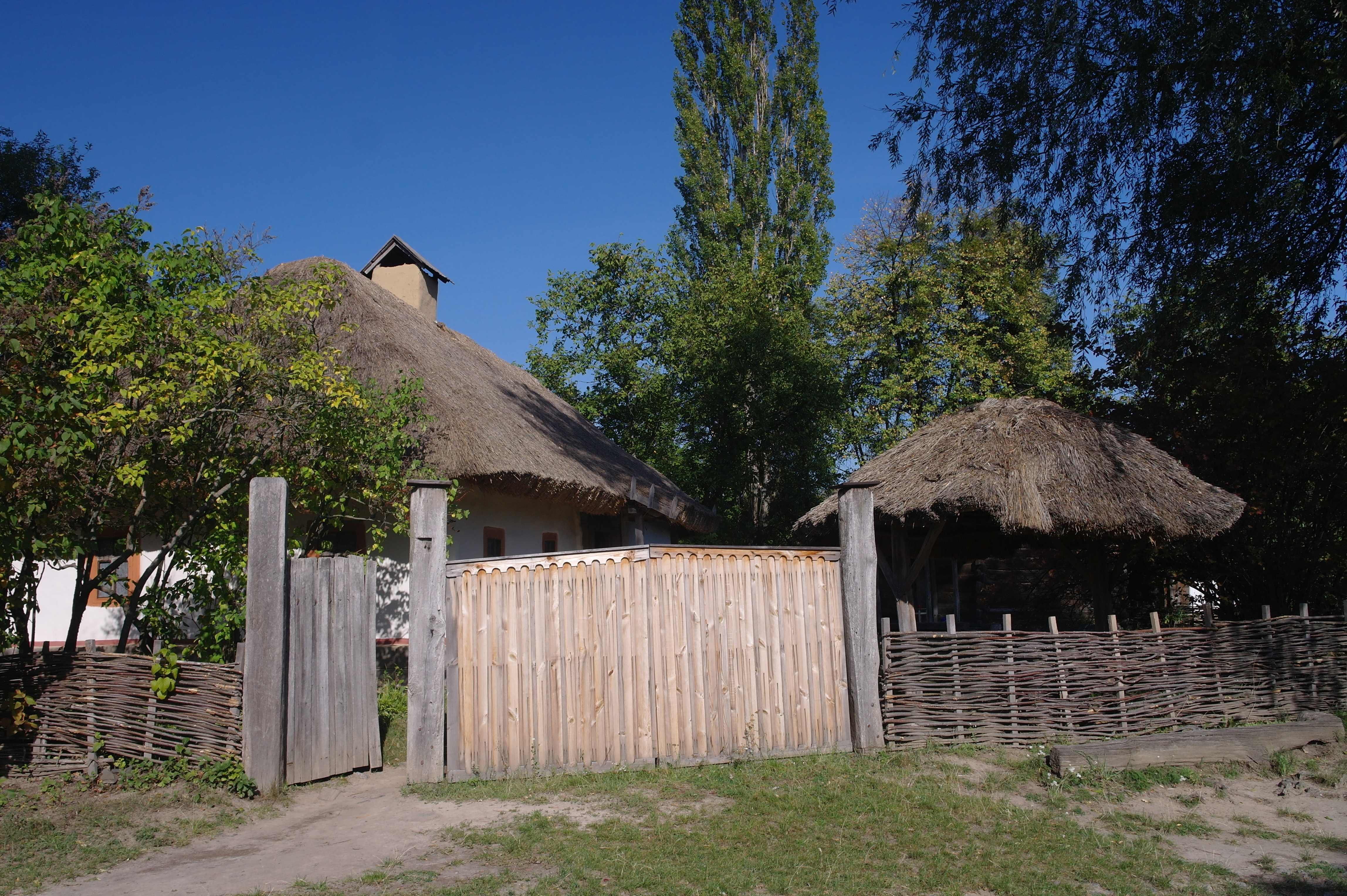
Ворота і хвіртка. Музей у Пирогові.

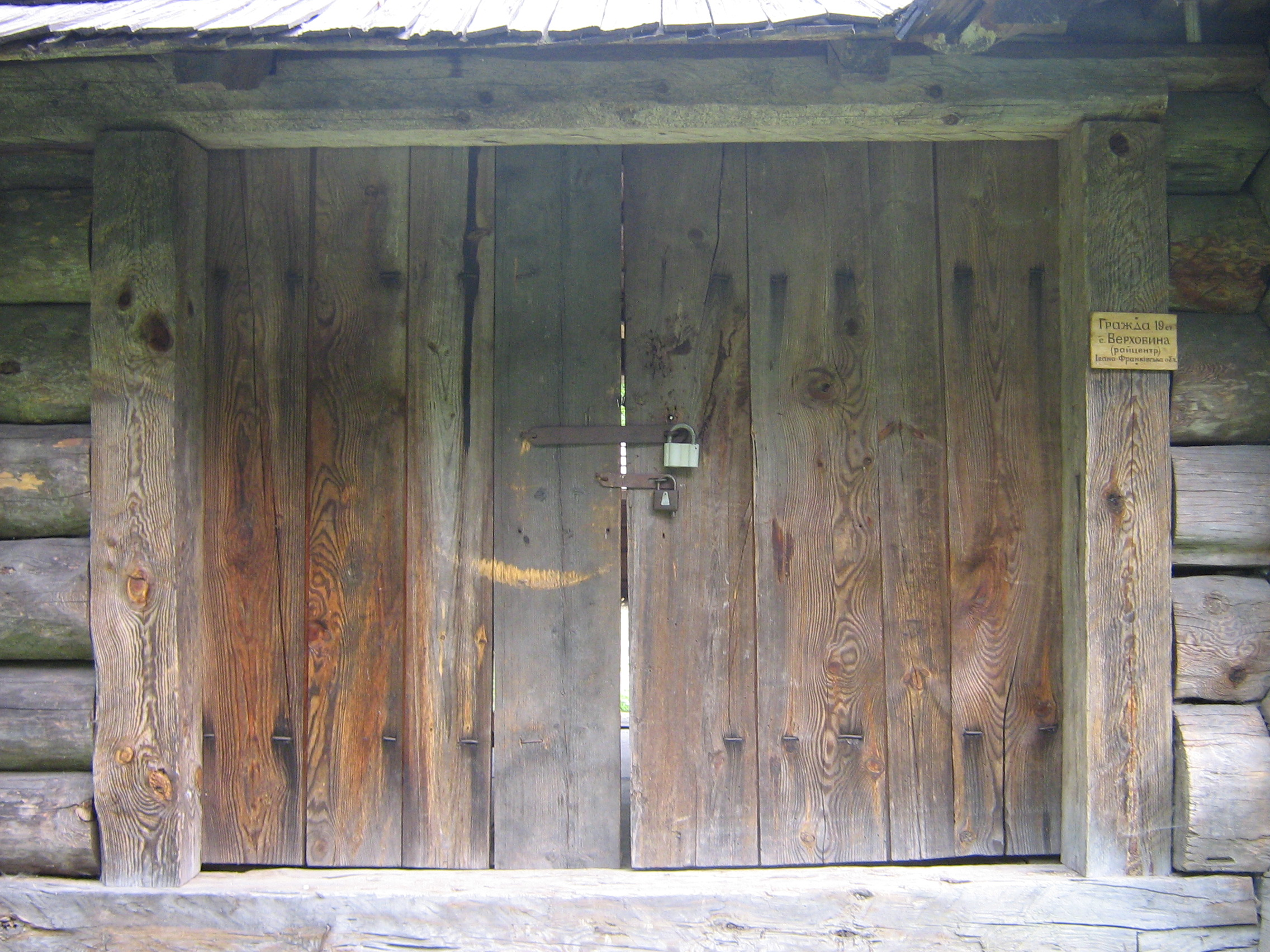
Ворота ґражди

Прикладами відомих брам в Україні є Руська брама в Кам'янці-Подільському, Луцька брама в Острозі, брами Києво-Печерської лаври.

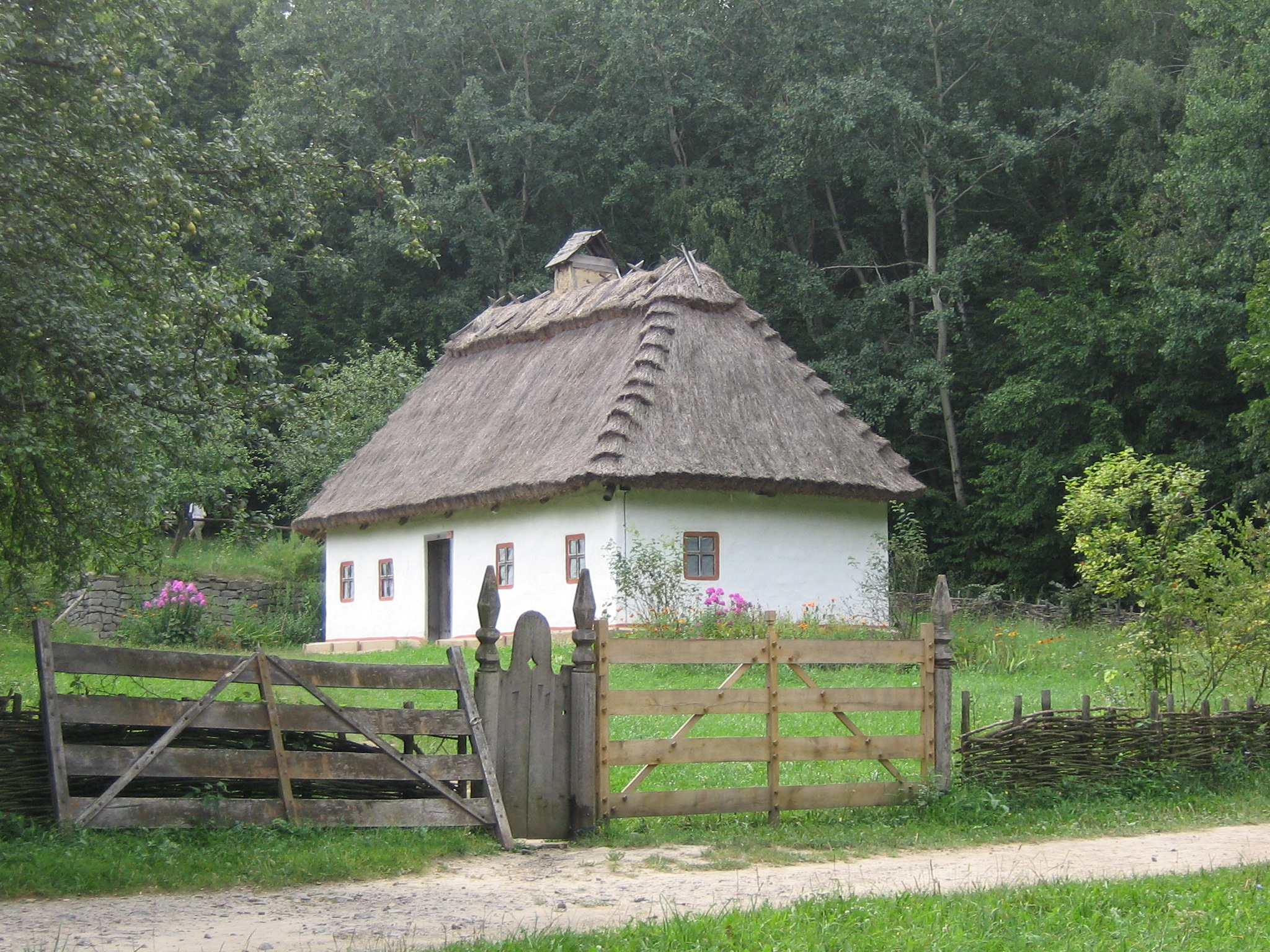
Ворота з горизонтальними дошками-ворітницями і перепонками. Музей у Пирогові.

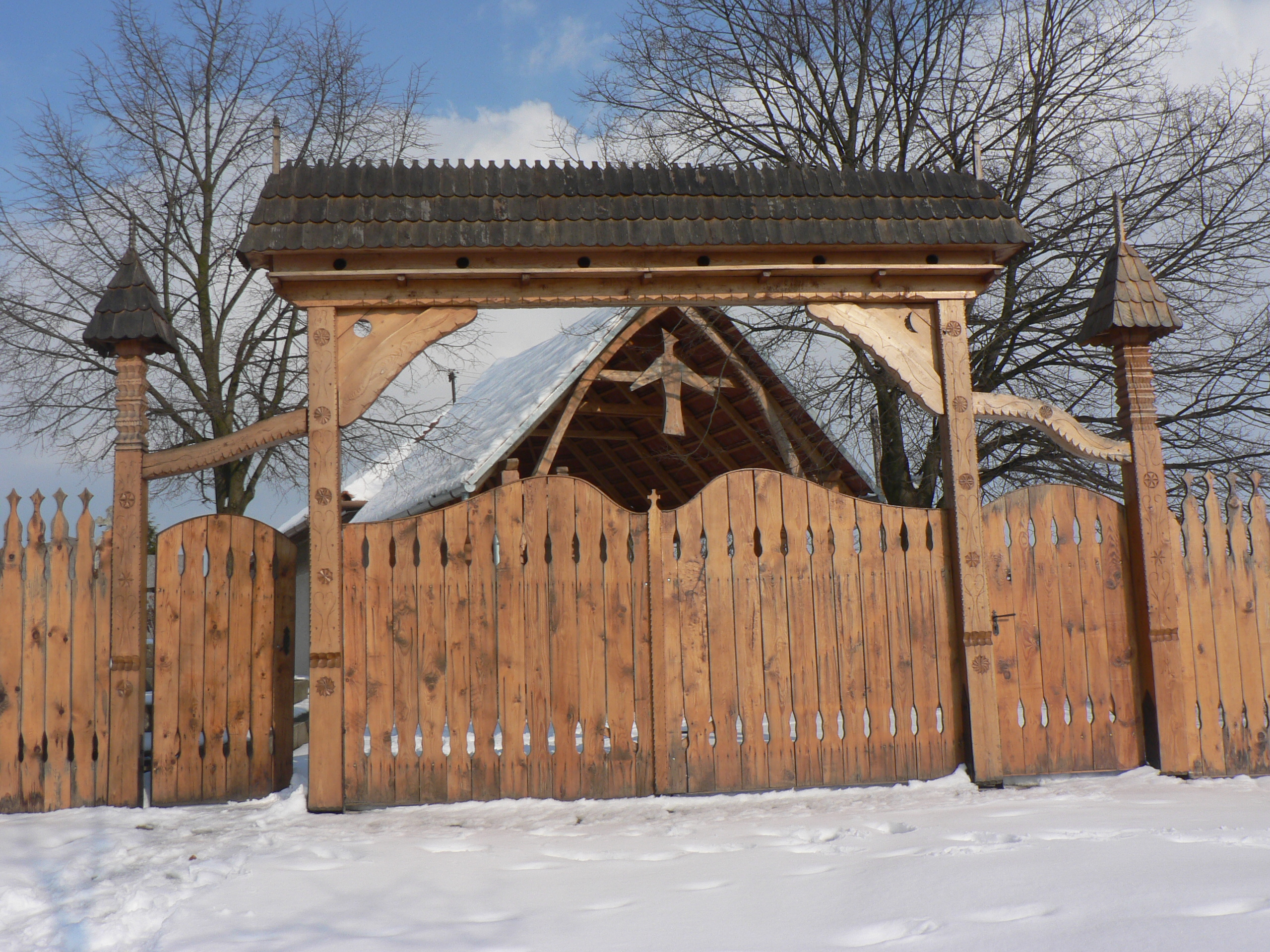
Ворота в селі Хляба, Словаччина.

В Україні XIX століття досить часто воротами закривався вихід із села або хутора. Такі ворота мали назву «коворот», «коловорот». Про них написав Тарас Шевченко в поемі «Сова»:
|  | На вигоні сіла І в село вже не верталась, День і ніч сиділа Коло коворот. |

Українські дерев'яні ворота складалися з двох стовпів, на які навішувалися стулки. Кожна стулка утворювалася двома вертикальними стовпцями, до яких кріпилися горизонтальні дошки-ворітниці. Для додаткового зміцнення від верхнього кінця одного стовпця до нижнього кінця другого йшла діагональна планка-перепонка. Нижні кінці стовпців називалися п'ятками, ближні до стовпів п'ятки входили в підп'ятники-каганці, забезпечуючи рухоме з'єднання стулок зі стовпами. Верхні кінці стовпців з'єднувалися зі стовпами за допомогою кичок — шматків дерева з виїмками, що бувши прибитими до стовпів, утворювали отвори, де оберталися стовпці. Замість кички могла використовуватися каблучка, сплетена з розпареного дерева, таку само каблучку вживали і замість клямки-скоби — накидали її на стовп і стовпець стулки.
У гуцулів використовувалися так звані «розлоги» — ворота з двох стовпів, в отвори яких (ґари) вставлялися поперечні жердини (заворітниці). Коли треба було проїхати, жердини виймали, а для проходу пішоходів досить було вийняти верхні жердини: нижні переступали, використовуючи як перелаз покладені там камені.

## Символіка
Ворота символізують доступ до господи, межу двору, господарства. У традиційному українському весільному обряді ворота зачиняли перед поїздом молодого, і впускали нареченого на двір тільки після переговорів старост («викупу молодої»): це символізувало готовність родини молодої захищати її і було відгуком колишнього звичаю брання жінок силою з іншого роду (у порядку екзогамії). Вираз «ходити коло ворітечок» означав мати намір свататися, «відчиняти ворота» — означав «кохати». Якщо господар або хто з домашніх їхав у дорогу, уникали зараз же за ним зачиняти ворота; після виносу труни з двору, навпаки, зразу зачиняли ворота («щоб смерть не верталася»). У селі Лебедин Чигиринського повіту засвідчено звичай перев'язувати ворота червоним поясом, якщо в домі покійник («щоб господарство не втекло»); а під Ромнами труну, очевидно, з тих же міркувань, переносили з двору через пліт. Скрипливі ворота символізували пліткарство («Де ворота скрипливі, там баби сварливі і пси брехливі», «Ворота запреш, людям писку не запреш»). За воротами кінчалася господа, більше не діяли обов'язки господарів стосовно гостей («Коби за ворота, а там най тебе пси рвуть»). Існував звичай вимазувати дьогтем ворота двору дівчини, що втратила дошлюбну цноту; окрім того, такий спосіб таврування застосовувався і для дівчат, які не хотіли виходити на вуличні зібрання (в них ворота також знімали із завіс й заносили геть).
У релігіях, зокрема християнстві, символіка воріт представлена досить широко («ворота раю», «ворота пекла», вираз «вузькі ворота» означає шлях християнина, у той час як «широкі ворота» — життя серед багатства і комфорту). Центральний вхід в іконостасі православного храму називається Царськими вратами. У Японії перед синтоїстськими святилищами зводять символічні ворота-торії, які уособлюють межу між суєтним і божественним просторами, позначаючи вхід до світу богів.
За давніми народними віруваннями, в небі існують «небесні ворота». Бог відчиняє їх в ніч перед Великоднем, через них до своїх нащадків приходять духи — душі померлих предків, а через них також приходять весна, чарівна богиня кохання Леля, новонароджені діти-душі, здоров'я, врожай тощо. Душі померлих також відходили у вирій небесними воротами. Їх можна було відчинити і магічними діями у певні дні. З мотивом небесних воріт і зустріччю весни пов'язана і весняна гра «воротар»: в якій дві дівчини («воротарі») стають, узявшись за руки, а інші дівчата перед ними просять їх пропустити через «ворота».

## Відомі брами
- Головні ворота — парадна брама буддистського монастиря в Японії
- Ворота Іштар — пам'ятка архітектури давнього Вавилону
- Ворота Храмової гори — 11 воріт на шляху до Храмової Гори в Єрусалимі
- Ворота святого Себастьяна — давні ворота в Римі
- Ворота Сан Джованні — давні ворота в Римі

## Інше
- Блискуча Порта — прийнята в історії дипломатії та міжнародних відносин назва уряду Османської імперії. Виникла завдяки воротам (фр. porte, італ. porta), що вели у двір великого візира.